# 西洋菜
西洋菜（學名：Nasturtium officinale），別名豆瓣菜、水田芥、水芥菜、水蔊菜等，是十字花科西洋菜属的一种植物。其為牛羊肝吸蟲的第二中間宿主（病媒），因此作為食物食用的西洋菜需煮熟，以防感染。
西洋菜速生，原产于欧洲和亚洲，是已知最早被人类食用的叶菜之一。西洋菜和其近亲水芹、芥菜、萝卜、山葵等都有明显的辣味。
西洋菜的茎中空，使其可以漂浮在水面。白色丛生的花容易吸引食蚜蝇科的昆虫。

## 形态
多年生的草本水生植物。茎圆形，匍匐生长，茎有莖節，根很容易從莖節長出來（例如：有水份）。奇数羽状复叶，浓绿色卵圆形小叶，有辛香味；总状花序，白色小花；长角果，黄褐色种子很小。

## 分布
原產地在歐洲、地中海東部。羅馬早期用作為醫療藥用，抗壞血病。在西歐黑暗時代開始，視為蔬菜食物。1800年代，英國人開始種植西洋菜。

## 外部連結
- 豆瓣菜, Doubancai （页面存档备份，存于） 藥用植物圖像數據庫 (香港浸會大學中醫藥學院) （繁體中文）